# Karl Ludwig von Knobelsdorff

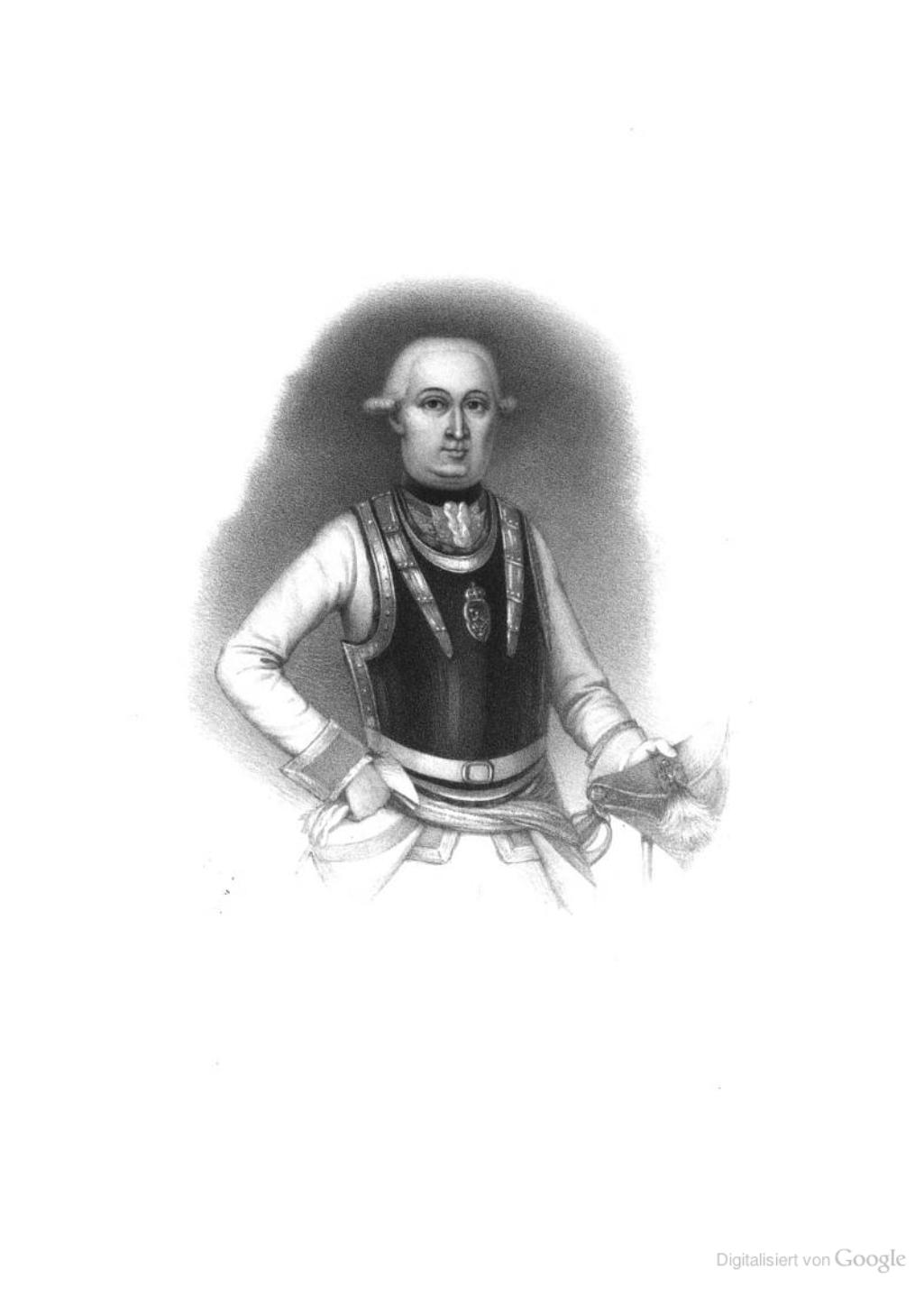
Karl Ludwig von Knobelsdorff

Karl Ludwig von Knobelsdorff (* 19. Dezember 1724 in Culm in der Neumark; † 18. April 1786 in Landsberg an der Warthe) war ein preußischer Generalmajor und Chef des Dragonerregiments Nr. 4.

## Leben

### Herkunft
Seine Eltern waren der Erbherr von Tauchel Karl Ludwig von Knobelsdorff († 12. August 1758) und dessen erste Ehefrau Eleonore Charlotte, geborene von Schenkendorff († 1738) aus dem Haus Rissen. Sein Vater heiratete in zweiter Ehe Helena Tugendreich von Knobelsdorff, Tochter von Hans Joachim von Knobelsdorff aus Deutsch Sagar.

### Militärlaufbahn
Er besuchte die Schule in Sorau und kam am 20. Juli 1740 auf die Kadettenanstalt nach Berlin. Ende des Jahres 1741 wurde er Fahnenjunker im Dragonerregiment „von Platen“. Mit diesem Regiment kam er nach Preußen. Am 25. November 1743 wurde er Kornett im Dragonerregiment „Louis von Württemberg“. Im Jahr 1744 kämpfte er in Böhmen und nahm an der Belagerung von Peitz teil und 1745 an den Schlachten bei Hohenfriedberg (Strigau), Soor und Kesselsdorf. Am 29. September 1750 wurde er Leutnant.
Während des Siebenjährigen Krieges wurde er am 12. Januar 1758 Stabshauptmann und bereits am 21. Juli 1758 Hauptmann sowie am 18. Juni 1762 Major. Knobelsdorff kam 1756 mit dem Heer nach Sachsen und wurde Generaladjutant des Generalmajors von Lüderitz in der Schlacht bei Lobositz, dort fiel der General. Danach wurde er Adjutant des Generals Christian Siegfried von Krosigk in den Schlachten von Prag und Kolin. In der Schlacht fiel der General, das Pferd von Knobelsdorff wurde getötet, er selber kam in Gefangenschaft, wo er bis Ende Dezember blieb. Danach kam er in sein Regiment zurück. Da er seiner Zeit an der Belagerung von Schweidnitz beteiligt war, kam auch er zur Belagerung, wo er bis zur Übergabe der Festung blieb. Des Weiteren kämpfte er in den Schlachten bei Zorndorf, Kay und Kunersdorf sowie am Gefecht bei Meißen. In der Schlacht bei Torgau zeichnete sich das Regiment so sehr aus, dass alle Stabsoffiziere den Orden Pour le Mérite und 500 Taler als Geschenk erhielten. Zudem kämpfte er in der Liegnitz. Im Jahr 1761 war er bei der Armee des Prinzen Heinrich. Dieser gab ihm 100 Pferde und zwei Freikompanien, um bei Strehlen die Österreicher zu beobachten. Am 12. Mai 1762 ging er mit der Armee bei Döbeln über die Freiberger Mulde, die dort verschanzten Österreicher konnten bis Dippoldiswalde hinter Freiberg vertrieben werden, viele gerieten in Gefangenschaft. Bei Freiberg erhielt er einen Streifschuss am Kopf.
Am 28. Mai 1773 wurde er Oberstleutnant. Während des Bayerischen Erbfolgekriegs befand er sich bei der Armee des Prinzen Heinrich in Sachsen. Im September 1778 wurde er Kommandeur des Regiments und am 30. August 1780 Oberst und erhielt am 27. September 1782 das Dragonerregiment „von Wulffen“ und dazu den Charakter als Generalmajor. Er starb im April 1786 in Landsberg an der Warthe.

### Besitz
Knobelsdorff kaufte im Jahre 1775 für 33.000 Taler das Gut Schönow im Pyritzschen Kreis in Hinterpommern. Nach seinem Tod besaßen seine vier Söhne das Gut zunächst gemeinschaftlich, bis es 1796 durch Erbrezess an seinen ältesten Sohn, Friedrich Ludwig von Knobelsdorff, kam.

### Ehe und Nachkommen
Knobelsdorff heiratete am 7. März 1765 Ulrike Beate Julia von Schöning (* 6. April 1749; † 26. Oktober 1819) aus dem Haus Jahnsfelde, Tochter des Ludolf von Schöning und der Dorothea Adelheit Amalie von Lüskow. Das Paar hatte vier Söhne und sechs Töchter:
- Luise († 1850) ⚭ N.N. von Rathenow, Major
- Esther Dorothea Henriette Juliane (* 3. April 1769; † 24. Februar 1807) ⚭ Ernst Wilhelm Leopold von Sommerfeld auf Koppen (* 3. November 1758; † 14. Februar 1825), Landrat
- Ulrike Karoline (1771–1841)

⚭ Friedrich von Wulffen (* 26. April 1766; † 1. November 1811) (geschieden)
⚭ N.N. von Voß, Forstmeister
- Friedrich († 1833), Major ⚭ Charlotte von Schulz verwitwete von Hartmann
- Christian Heinrich (* 18. November 1773; † 1812) ⚭ Charlotte von Restorff
- Charlotte († 1836) ⚭ N.N. von Waldow, Major
- Eleonore († 1841) ⚭ N.N. von Born, Postmeister
- Karl († 1826), Leutnant, unverheiratet
- Wilhelm (1782–1794)
- Tochter